# Titus Appalius Alfinus Secundus
Titus Appalius Alfinus Secundus (vollständige Namensform Titus Appalius Titi filius Velina Alfinus Secundus) war ein im 2. Jahrhundert n. Chr. lebender Angehöriger des römischen Ritterstandes (eques). Durch eine Ehreninschrift aus Fermo sind einzelne Stationen seiner Laufbahn bekannt, die von den 20er oder 30er bis in die 50er Jahre des 2. Jahrhunderts reichte.

## Leben
Alfinus Secundus stammte aus Firmum Picenum, dem heutigen Fermo, und war in der Tribus Velina eingeschrieben. Aus der Ehreninschrift, die für ihn aufgrund eines Beschlusses der örtlichen Dekurionen aufgestellt wurde, geht hervor, dass er in seiner Heimatstadt mehrere Ämter ausübte. Er übte zweimal eine Art Bürgermeisteramt, den Duumvirat, aus und übernahm sowohl die Funktion eines Priesters (Flamen) für die vergöttlichten Angehörigen des Kaiserhauses als auch die eines Augurs (flamini divorum omnium auguri). Darüber hinaus war er Patron seiner Heimatstadt (patrono coloniae). Die meisten dieser Tätigkeiten übte er vermutlich vor seiner militärischen Laufbahn aus; die Position des Patrons der Stadt könnte er dagegen auch zu einem späteren Zeitpunkt übernommen haben.
Nach der Tätigkeit in diesen zivilen Ämtern folgte seine militärische Laufbahn. Sie bestand aus den für einen Angehörigen des Ritterstandes üblichen tres militiae; in seinem Fall waren dies drei aufeinander folgende Posten als Kommandeur von Auxiliartruppen. Zunächst übernahm er als Präfekt die Leitung der Cohors IV Gallorum, die in der Provinz Raetia stationiert war. Danach wurde er Tribun der Cohors I Aelia Brittonum in der benachbarten Provinz Noricum. Den Abschluss bildete das Kommando als Präfekt über die Ala I Augusta Thracum, die ebenfalls in Noricum stationiert war.
Danach wurde Alfinus Secundus stellvertretender Kommandeur der in Ravenna stationierten Flotte (subpraefecto classis praetoriae Ravennatis). Dieser Posten war mit einem jährlichen Einkommen von 60.000 Sesterzen verbunden. Die nächste Stufe war Leiter des Cursus publicus (praefecto vehiculorum) mit einem Jahreseinkommen von 100.000 Sesterzen. Danach wurde er Statthalter der Provinz Alpes Graiae (auch als Alpes Atrectionae bezeichnet) mit demselben Jahreseinkommen. Als letzte Stufe in seiner Laufbahn wurde er zum Verwalter der Erbschaftssteuer (procuratori Augusti XX hereditatium) ernannt, mit einem Jahreseinkommen von 200.000 Sesterzen.
Feste Datierungsansätze für einzelne Ämter sind nicht vorhanden. Die Statthalterschaft in der Provinz Alpes Graiae lässt sich in die Zeit zwischen 138 und 150 verorten. Der Beginn der militärischen Laufbahn fällt damit, je nachdem, wie lange Alfinus Secundus die einzelnen Posten bekleidete, in die 20er oder 30er Jahre des 2. Jahrhunderts; die letzten bekleideten Ämter sind wohl in die 50er Jahre zu datieren.

## Familie
Über die Vorfahren des Alfinus Secundus ist nichts bekannt. Sein Sohn wurde testamentarisch durch den Prätorianerpräfekten Marcus Gavius Maximus adoptiert, der also allem Anschein nach in engeren Beziehungen zur Familie des Alfinius Secundus stand. Nach der Adoption nahm dessen Sohn den Namen Marcus Gavius Titi filius Velina Appalius Maximus an und stieg durch die Adoption vom Ritterstand (ordo equester) in den Senatorenstand (ordo senatorius) auf. Im Zuge seiner senatorischen Laufbahn brachte es der Sohn dann bis zum Statthalter der Provinz Gallia Narbonensis.
Es wird vermutet, dass auch die Karriere von Alfinus Secundus selbst durch Marcus Gavius Maximus gefördert wurde. Vermutlich verschaffte dieser ihm die Möglichkeit, die ritterliche Laufbahn bis zu relativ hohen Posten zu durchlaufen, noch dazu in Positionen, für die er sich nie besonders weit aus Italien entfernen musste. Das Ende der Prätorianerpräfektur von Marcus Gavius Maximus könnte dann auch ein Grund dafür gewesen sein, dass in den 150er Jahren die Karriere des Titus Appalius Alfinus Secundus (soweit sie aus der einen erhaltenen Inschrift heute noch rekonstruierbar ist) endet.